# 'Inān
ʽInān bint ʽAbd-Alāh (muerta en 841) fue una destacada poetisa de la época abasí, incluso caracterizada por el historiador del siglo X Abu'l-Faraj al-Isfahani como la más importante esclava cantora en la tradición árabe.

## Biografía
ʽInān nació como muwallada (hija de padre árabe libre y madre esclava). Fue entrenada en Yamama y vendida a Abū Khālid al-Nāṭsiī, que la llevó a Bagdad.

En la valoración de Fuad Matthew Caswell:
«Su salón en la casa de al-Nāṭsiī era frecuentado por los poetas celebrados y hombres de letras de la época, incluyendo Abu Nuwas, Dibil al-Khuzāī, Marwān b. Abī Ḥafsa, al-ʽAbbās b. al-Ahnaf y el tutor de al-Mamún, al-Yazīdī al-Ḥimyarī, entre muchos otros; uno de los atractivos era que su amo carecía de celos y toleraba la facilidad con que ella concedía sus favores.»
La fama de ʽInān llevó al califa Harún al-Rashid a intentar comprarla, pero rechazó el precio de venta de al-Nāṭsiī de 100,000 dinares. Sin embargo, a la muerte de al-Nāṭsiī, al-Rashīd puso a ʽInān en subasta, aparentemente para ayudar a saldar las deudas de al-Nāṭsiī. A través de un agente, al-Rashīd entonces la compró por 225,000 dirhams. Como concubina de al-Rashīd, ʽInān le dio dos hijos, aunque ambos murieron niños. Le acompañó a Jurasán donde, al poco tiempo, él murió.

## Trabajo
ʽInān destacó por sus réplicas, que a menudo eran de tono sexual o incluso vulgar, y esto habría sido un aspecto importante de su fama/infamia. La mayor parte de su obra conservada comprende sus respuestas a poetas masculinos en retos durante concursos de remate de versos. Una proporción significativa de estos versos supervivientes es el diálogo con el famoso poeta Abu Nuwas.

## Ediciones y traducciones
- Ibn al-Sāʽī, Consorts of the Caliphs: Women on the Court of Baghdad, ed. por Shawkat M. Toorawa, trad. por los editores de la Biblioteca de Literatura en árabe (Nueva York: New York University Press, 2015), pp. 11–19 (edición y traducción de una antología medieval)
- Fuad Matthew Caswell, The Slave Girls of Baghdad: The 'Qiyān' in the Early Abbasid Era (Londres: I. B. Tauris, 2011), pp. 56–81 (mención extensa de poemas traducidos)